# Johan Lagerbielke
Johan Lagerbielke, född 18 juli 1778 i Stockholm, död 12 juni 1856 i samma stad, var en svensk friherre av Lagerbielke, serafimerriddare, en af rikets herrar, viceamiral och sjöminister. 

## Biografi
Johan Lagerbielke var son till överamiralen, greve Johan Gustaf Lagerbjelke och Ulrika Gustava, född Ehrenhoff. Han var gift med statsfrun Hedvig Ulrika Sofia Rosensvärd. Lagerbielke var ledamot i Förvaltningen av Sjöärendena 1814–1824, överkommendant i Karlskrona och befälhavande amiral för örlogsflottan 1824–1839, tillförordnad landshövding över Blekinge 1834–1835, statsråd 1839–1844 samt chef för Sjöförsvarsdepartementet och Sjöminister 1840–1844. Från 1803 var han överadjutant hos Hans Majestät Konungen och från 1842 en av rikets herrar.
Lagerbielke var ledamot av Kungliga Krigsvetenskapsakademien samt Kungliga Örlogsmannasällskapet (ordförande 1826–1827). Han är begravd i det Lagerbjelkeska gravkoret på Brännkyrka kyrkogård.

## Utnämningar
- Fänrik i arméns flotta 1785
- Löjtnant 1796
- Kapten i armén 1800
- Major i flottan 1803
- Överstelöjtnant i örlogsflottan 1809
- Överste 1814
- Konteramiral 1818
- Viceamiral 1827

## Ordnar och Utmärkelser
- Serafimerorden – 1839
- En af rikets herrar – 1842